# Təyyar Cəfərov

Təyyar Cəfərov

Təyyar Cümşüd oğlu Cəfərov (russisch Таяр Джумшуд оглы Джафаров Tajar Dschumschud ogly Dschafarow, englische Transkription Tayyar Jumshud oglu Jafarov bzw. Dzhafarov; * 18. Juli 1939 in Baku, AsSSR, UdSSR) ist ein aserbaidschanischer Physiker auf dem Gebiet der Festkörper-, Halbleiter- und Dielektrikaphysik.

## Leben und Leistungen
Təyyar Cəfərov studierte Physik am Institut für Physik der Staatlichen Universität Aserbaidschan in Baku und schloss dort sein Studium im Jahr 1961 ab. Anschließend war er als Aspirant am Physikalisch Technischen Institut Joffe in Sankt Petersburg und verteidigte dort 1965 seine Dissertation über den Einfluss von inneren und äußeren elektrischen Feldern auf die Diffusion in Halbleitern. Danach verblieb er am Joffe-Institut als wissenschaftlicher Mitarbeiter und später als Abteilungsleiter und erlangte daselbst 1974 seinen Doktor der physikalischen und mathematischen Wissenschaften über den Einfluss von interatomarer Wechselwirkung und Defektbildung auf die Diffusion in Halbleitern.
1978 wechselte Cəfərov an das Institut für Physik der Akademie der Wissenschaften der AsSSR als stellvertretender Direktor des Instituts und Leiter des Laboratoriums für Solar- und Wasserstoffenergie. Seinen Lehrauftrag kam er zwischen 1980 und 1993 an der staatlichen Öl- und Industrie-Universität in Baku nach. Zwischen 1996 und 2005 lehrte er an der Technischen Universität Karadeniz in Trabzon und der Technischen Universität Yıldız in Istanbul in der Türkei. Anschließend kehrte er an das Institut für Physik der Nationalen Akademie der Wissenschaften Aserbaidschans als leitender wissenschaftlicher Mitarbeiter und Laborleiter zurück.
Im Jahr 1989 wurde Təyyar Cəfərov zum korrespondierenden Mitglied der Nationalen Akademie der Wissenschaften Aserbaidschans gewählt, am 30. Juni 2014 erfolgte die Ernennung zum wirklichen Akademiemitglied. 1995 wurde er zum Ehrenprofessor des Istituto per la Ricerca di Base in Monteroduni, Molise, Italien ernannt, einem Ableger des amerikanischen Institute for Basic Research (IBR) in Cambridge, Massachusetts und Palm Harbor, Florida.

## Werke (Auswahl)
- Дефекты и диффузия в эпитаксиальных структурах. Наука. Ленингр. отд-ние, Ленинград 1978 (russisch).
- Фотостимулированные атомные процессы в полупроводниках. Энергоатомиздат, Москва 1984 (russisch).
- G. B. Abdullaev, T. D. Dzhafarov: Atomic Diffusion in Semiconductor Structures. Harwood Academic Publishers, Chur, New York, London 1987 (englisch).
- Радиационно-стимулированная диффузия в полупроводниках. Энергоатомиздат, Москва 1991 (russisch).